# Mahdí Karrúbí
Mahdí Karrúbí (persky: مهدی کروبی) je íránský politik a duchovní. V minulosti byl v letech 1989 až 1992 a 2000 až 2004 předsedou íránského parlamentu. 
Karrúbí byl jedním z kandidátů na úřad prezidenta Íránu v roce 2009, ale prohrál s nacionalistou Mahmúdem Ahmadínežádem. V Íránu se pak konaly masové protesty, jejichž účastníci protestovali proti volebnímu podvodu. O dva roky později se Karrúbí a jeho spojenec a bývalý premiér Mír Hosejn Músáví ujali vůdčí role v protestech. Poté byli zadrženi. Nebyli nikdy obžalováni ani odsouzeni, přesto strávili 14 let v domácím vězení. Karrúbí byl propuštěn v březnu 2025.